# Рой Померой
Рой Померой (англ. Roy Pomeroy; 20 квітня 1892 - 3 вересня 1947) — американський художник-постановник спецефектів.  В 1929 році одержав премію Американської кіноакадемії за найкращі візуальні ефекти для фільму «Крила».

## Біографія
Померой розпочав свою кар'єру в середині 1920-х років, спочатку як технічний інженер у фільмі Десять заповідей (1923) Сесіл Б. Де Мілля.
Після роботи технічним інженером у Де Мілля, він працював відповідальним за анімації в німому фільмі Пітер Пен (1924), першій екранізації роману Джеймса Баррі.
4 травня 1927 року Померой був одним з 36 членів-засновників Академії кінематографічних мистецтв і наук. В 1929 році одержав премію Американської кіноакадемії за найкращі візуальні ефекти для фільму «Крила».